# Leutascher Straße
De Leutascher Straße (L14) is een 15,43 kilometer lange Landesstraße (lokale weg) in het district Innsbruck Land in de Oostenrijkse deelstaat Tirol. De weg is een zijweg van de Seefelder Straße (B177) en loopt eerst door het zuiden van Seefeld om vervolgens in de richting van Leutasch (1136 m.ü.A.) te lopen. Bij Weidach (1106 m.ü.A., gemeente Leutasch) splitst zich een klein zijweggetje af richting Leutasch, dat ook tot de Leutascher Straße wordt gerekend. Even verderop sluit de weg aan op de Buchener Straße (L35). De Leutascher Straße loopt vervolgens verder door het Gaistal. De Landesstraße houdt officieel op achter het dorpje Lochlehn (1059 m.ü.A., gemeente Leutasch. Vandaar loopt de weg wel door, door de nauwe kloof Leutaschklamm om daar de Duits-Oostenrijkse grens te passeren. Het beheer van de Leutascher Straße valt onder de Straßenmeisterei Zirl.